# Цефалодії

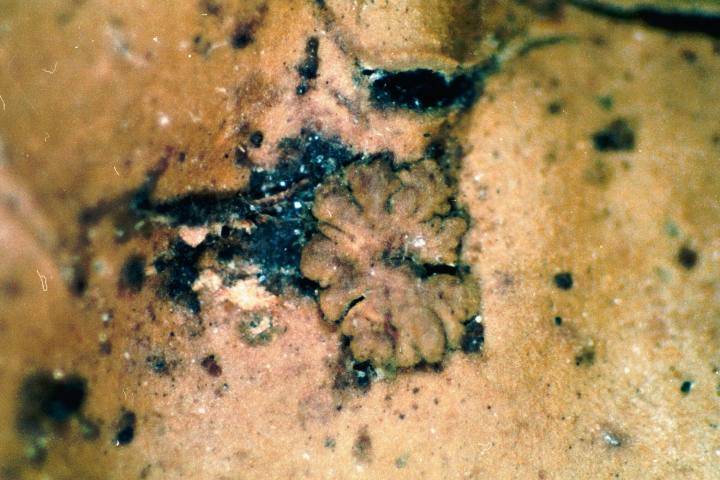
Цефалодії Peltigera leucophlebia під мікроскопом

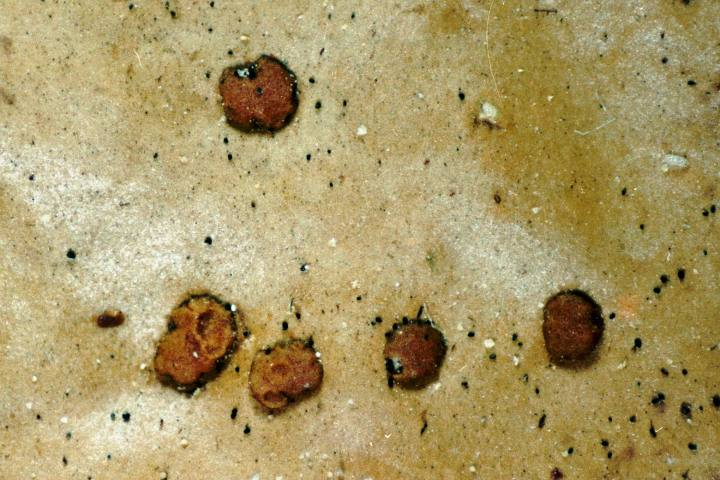
Цефалодії Peltigera aphthosa під мікроскопом

Цефалодії — утворення в таломі деяких видів лишайників (близько ста видів різних родів), що складаються із скупчення гіф, серед яких рівномірно розподілені клітини чи нитки синьо-зелених водоростей. 
Цефалодії можуть розміщуватися на верхньому чи нижньому боці листа талонів або розвиватися по боках подецій, в чи гілок кущистих талонів. На відміну від ізидій вони мають більш різноманітну форму і розкидані рідше. Утворення цефалодій пояснюють проникненням в талом нехарактерних даному виду лишайника синьо-зелених водоростей, що викликають місцеве розростання гіф гриба, які оточують ці водорості. 
Роль цефалодій для самого лишайника не зовсім зрозуміла. Припускають, що вони збагачують раціон лишайника, що живе на бідному субстраті. Синьо-зелені водорості мають здатність фіксувати атмосферний азот, який потім у вигляді азотних з'єднань впитується усім талом лишайника, грибом та зеленими водоростями, що самі не вміють фіксувати атмосферний азот. Цефалодії характерні для ряду видів і мають значення для визначення цих видів. Характерний приклад лишайника з цефалодіями - вид Пельтігера пухирчаста.